# ロンバート型貸出制度
ロンバード・ローン（英: Lombard loan）とは、担保のある融資のこと。中央銀行の行うロンバート型貸出制度（Lombard型-かしだしせいど）とは、金融機関が中央銀行から担保の範囲内で資金を短期間、即時に借りられる制度のこと。
元々、中央銀行は、中央銀行が審査をした上で、金融機関に資金の貸し出しを行っていた。しかし、この方法は、貸し出しまでに時間がかかるのと、中央銀行が無担保で貸し出すことの是非があった。偶発的な事象により複数の金融機関の資金が不足した場合、銀行間の短期間の貸し借りの市場であるコール市場でも資金が手に入らなくなり、中央銀行が即時貸し出しをできないと金融危機になってしまう恐れがあった。よって、世界的に、有担保の即時貸し出しの方法が導入された。元々、ドイツの中央銀行で導入されていたが、欧州中央銀行が1998年6月1日の創設時から採用し、日本は2001年3月16日より補完貸付制度の名称で導入し、米国は2003年1月9日に Primary and Secondary Lending Program の名称で導入した。
日本では、翌日返済が原則だが、以前は財務内容が悪化している銀行は資金調達金利が上がる恐れがあるのに対して、この制度では原則として基準貸付利率でいつでも資金を調達できるようになった。年度末などの特別要因で金利が上昇しやすい局面でも、資金調達側は国内などの適格担保があれば日銀よりロンバート型貸出を受けることができ、銀行間の貸し借りの市場であるコール市場の安定化につながっている。
2022年現在、金利設定は、日本は、無担保のコール市場の金利（無担保コール翌日物金利）が0.0%程度なのに対して、基準貸付利率は0.3%なので、0.3%程度高く、米国は、フェデラル・ファンド金利の誘導目標（0.25%幅）の上限なので、無担保のコール市場の金利（フェデラル・ファンド金利）よりも0.2%程度高い。
ヨーロッパでは質屋の事をロンバートと呼び、それはロンドンのシティの金融街のロンバード・ストリートの名称にもなっている。詳細は質屋を参照。

## 補完貸付制度
補完貸付制度（英: Complementary Lending Facility）とは、日本銀行が2001年3月16日より行っている、ロンバート型貸出制度。貸出期間は1営業日で、貸出金利は基準貸付利率（かつては公定歩合）。ただし、5営業日超借りる場合など特例規則が色々とあり、詳細は日本銀行のホームページを参照。

## Primary and Secondary Lending Program
Primary and Secondary Lending Program は、米国が2003年1月9日より行っている、ロンバート型貸出制度。2020年3月16日より、primary に該当する金融機関は最大90日間借りられて、secondary に該当する金融機関は通常は借りられるのは1日。金利設定は、primary はフェデラル・ファンド金利の誘導目標の上限金利で、secondary は primary の金利 + 0.5%。primary の金融機関は用途の報告は不要。
フェデラル・ファンド金利の誘導目標の上限に設定されたのは、フェデラル・ファンド金利が誘導目標を超えないように裁定取引を行って欲しいという意図が入っていて、FRB のホームページには使用用途の例にそれが入っている。
2003年1月開始当初は、貸出期間は1日で、貸出金利はフェデラル・ファンド金利 + 1%だった。制度はその後何度も改訂されていった。